# Un amore americano
Un amore americano è un film televisivo del 1994 diretto da Piero Schivazappa, con Carlo delle Piane e Brooke Shields.

## Trama
Carlo Fossalto, docente all'Università di Urbino, arriva in un'Università dell'Iowa per tenere dei corsi estivi di Letteratura Italiana. Qui è accolto da Greta, giornalista dilettante e sua assistente che lo seguirà in tutto e per tutto anche nella vita quotidiana.
Fra i due nasce una profonda amicizia, complice il fatto che la moglie di Carlo è rimasta a casa a badare alla figlia e al nipotino malato, e l'amore oppressivo che George ha nei confronti di Greta. Carlo e Greta si confidano a vicenda un segreto, mentre il trimestre di corso di Fossalto sta per terminare.
A questo punto a Chicago Greta chiede a George, finalmente, di sposarla, dopo che quest'ultimo è caduto in malora e cerca in tutti i modi di risalire la china, e Carlo oramai innamorato di Greta torna alla vita di tutti i giorni, nella sua Urbino.

## Produzione
Il film venne girato negli USA nel 1991 per il cinema e non trovando una distribuzione venne trasmesso come film televisivo il 20 febbraio 1994 in prima visione su Rete 4. È stato in parte girato nella città di Urbino.